# БКХИК София-Балкан
Баскетболен клуб за хора в инвалидни колички "София-Балкан" български отбор от град София. Клубът е основан през 2007 година, като това е първият баскетболен клуб за хора с увреждания в столицата. София-Балкан е неизменен участник в Държавното първенство по баскетбол на колички на България от неговото създаване през 2016 година. Клубът е трикратен шампион на България и единствен засега носител на купата на България. Отборът играе домакинските си мачове в зала "Триадица", която е с кaпацитет 530 места. Домакинските си мачове играе с жълти потници, а в гостуванията си със зелени.

## История
Създаването на такъв клуб има за цел интеграцията на хората в неравностойно положение като пълноправни членове на нашето общество. С подкрепата на Българска федерация по басктетбол и Националната спортна академия през пролетта на 2007 г. Ротаракт клуб „София-Балкан” и Ротари клуб „София-Балкан” подеват инициатива за създаването на първия български баскетболен клуб за хора с инвалидни колички в София. Учредено е сдружение с нестопанска цел “Баскетболен клуб за хора с инвалидни колички "София-Балкан”, чиято дейност е насочена към осигуряването на необходимите за практикуването на този спорт специализирани инвалидни колички, треньори, подходяща зала, медицински специалисти, както и всички други условия за развитие на баскетболния клуб. Следвайки предначертания план, Ротаракт клуб „София-Балкан” подсигурява финансиране за закупуването на шест нови специализирани спортни колички.

### Ранни години
Идеята за създаването на такъв клуб се поражда в средата на Ротари и Ротаракт клуб София-Балкан, които взаимстват идеята от своите приятели от Ротаракт клуб Белград – Метрополитан. Белградският клуб успешно е създал и развива местен баскетболен клуб за хора в инвалидни колички от години.
Така ротарианците от София-Балкан се срещат с Иван Ценов, който е член на ръководството на Българска федерация по баскетбол и бивш зам.-министър на спорта. Разказват му за идеята си и стигат до съгласие да работят заедно с Българска федерация по баскетбол за създаването на такъв отбор. Случайна среща именно на Иван Ценов с бъдещия капитан на БКХИК София-Балкан Борис Томов дава началото на събирането на играчи за отбора. Борис Томов по това време е състезател по тенис на корт за хора в инвалидни колички и разполага с нужните познания и връзки в тази общност. Той приветства идеята за създаването на баскетболен отбор за хора с увреждания и се заема със задачата да привлече още хора към отбора.

### Тренировъчни семинари
През 2009 година отборът вече има завършен вид. В него има 5 състезатели: Борис Томов, Ивелин Манолски, Владимир Гюров, Светозар Киров и Марио Шуманов, за всеки от които има подсигурена спортна инвалидна количка. Треньор на отбора е проф. Кръстьо Църов, преподавател в НСА, като често в провеждането на самите тренировки му асистират студенти от НСА, един от които е настоящия треньор на отбора Николай Иванов. 
През 2009г. Ротари клубът успява да да организира обучителен семинар с треньори от Европейската федерация по баскетбол за хора в инвалидни колички (IWBF Europe). Това дава начало на бъдещето развитие и успехи на баскетолбния клуб. Семинарът е насочен към бъдещите състезатели, треньори и съдии по баскетбол за хора с инвалидни колички и е воден от Рон Копенрад, секретар на IWBF Europe и Люк Вергоосен, старши тренъор на холандския национален отбор по баскетбол в инвалидни колички за мъже до 22 години и официален комисар на IWBF Europe. Те успяват да поставят основаната за развитие на баскетболния клуб като дават насоки и препоръки на треньора и играчите, които им помагат в бъдещето развитие и мотивация за успех. Семинарът се провежда между 10-ти и 13-ти декември 2009г. с любезното домакинство на НСА, а негови организатори са Ротари и Ротаракт клуб „София-Балкан, Българската федерация по баскетбол, Европейската федерация за баскетбол на инвалидни колички и Националната спортна академия „Васил Левски”.
В края на лятото на 2010г., треньорът на Холандския баскетболен отбор – Люк Вергоосен се завръща в София, за да помогне за допълнителното развитие на отбора. Тогава се организира четиридневен тренировъчен лагер за играчите. Тези дни от интензивни тренировки успяват да развият качества и умения у всеки един от играчите, да ги сплоти като колектив, да им вдъхне кураж и увереност за развитие, хъс за игра и постигане на по-големи резултати в баскетбола за хора в инвалидни колички.
През 2015г. се провежда и семинар за съдии по баскетбол за хора в инвалидни колички. Лектор на семинара е Дарко Шовран, международен съдия по баскетбол на колички и член на Ротари клуб Белград- Метрополитан.

### Турнир за Купата на Столична община
На 16 и 17 май 2015г. се провежда първия турнир за баскетбол за хора в инвалидни колички за Купата на Столична община. В него взимат участие три отбора от България - Баскетболен клуб за хора в инвалидни колички „София-Балкан“, „Варна 2010“ и „Джавелин Бургас“. Отборът на „София-Балкан“ завършва на първо място с четири победи от четири мача.
Турнирът е организиран от Столична община, Баскетболен клуб за хора в инвалидни колички „София-Балкан“, Българска Федерация по Баскетбол и Ротари клуб София-Балкан. Целта на този турнир е да популяризира баскетбола за хора в инвалидни колички; да допринесе за подобряването на физическото и психическото здраве и пълноценната интеграция на състезателите; да привлече общественото внимание, подкрепа и нови състезатели; и, да постави основите на формирането на първия национален отбор по баскетбол за хора в инвалидни колички, който да участва на параолимпийски игри.

### Стартиране на първенство
На 14 май 2016г. стартира Първото Държавно първенство по баскетбол на колички, което се организира и ръководи от Българска федерация по басктетбол. Старта на първенстовото е дадено лично от тогавшния министър на спорта Красен Кралев, а домакин на събитието е зала „Христо Борисов“ в град Варна. София-Балкан печели първото издание на първенството, с което става първият шампион на България.
Първенството се провежда редовно всяка година, като София-Балкан е постоянен участник в него, печелейки 3 титли досега.

### Купа на България
На 14 и 15 юли 2018г. в Габрово се провежда първото и единствено засега издание за Купата на България по баскетбол на колички. В него взимат участие 2 отбора от София - „София-Балкан“ и „ЦСКА“ и два отбора от Варна - „Варна 2010“ и „Никея“. София-Балкан печели драматично финала срещу ЦСКА с 36 на 35 и става първият носител на Купата на България.

## Международен турнир по баскетбол на колички "София-Балкан"
През 2021 година играчите на София-Балкан решават, че в София трябва да започне традиционно провеждане на международен турнир, в който българският отбор да премерва сили с отбори от други държави. С този турнир и с отзвука, който предизвиква се увеличават възможностите състезателите да демонстрират уменията си пред широка публика от една страна, а от друга се популяризира спортът. Създават се безценни контакти с клубове, треньори и спортисти от други държави, даващи възможности да се обменя безценен спортен опит, а в чисто социален план се привличат нови участници и бъдещи състезатели. Повишава се информираността и интереса сред хората с увреждания и възможностите за активен спорт и социална интеграция в София. 

### Първо издание
Със съдействието на "Столична община" и Българска федерация по басктетбол е организирано първото издание на турнира. В него взимат участие 4 отбора от 4 държави: Реджио Калабрия от Италия, Криля Барса от Русия, ККК Биелина от Босна и Херцеговина и домакинът София-Балкан. Турнирът се провежда на 25 и 26 септември 2021г. в зала "Триадица".  Победител в турнира става отбора на Криля Барса от Русия, след като побеждава Реджио Калабрия във финалния мач с 58:52.

### Второ издание
На следващата година основната финансова подкрепа отборът намира във Фондация "София - Световна столица на спорта 2024". Така София-Балкан надгражда турнира, като в него участие взимат 6 отбора от 5 държави. Освен домакините от София-Балкан другите отбори са Змай Градачац от Босна и Херцеговина, ЛТРСН Лодз от Полша, Мачва БН01 от Сърбия, Айдън Ефелер от Турция и 1453 ЕСК също от Турция. На 24 и 25 септември 2022г. в зала Триадица се изиграват общо 9 мача, като безапелационен победител без нито една загуба става отбора на 1453 ЕСК от Турция. Отборът на София-Балкан печели мача за трето място срещу сръбския Мачва БН01.

### Трето издание
През 2023 година в турнира взимат участие действащите шампиони 1453 ЕСК от Турция, сръбският гранд Цървена Звезда, Мачва БН01 също от сърбия, кипърският Аполон Лимасол и домакините от София-Балкан. Схемата на турнира е всеки срещу всеки, като за 3 дни се изиграват 10 мача. Крайният резултат, е че турският 1453 ЕСК успя да защити титлата си завършвайки без загуба. Единствено София-Балкан успява да им се опре, но само за едно полувреме. За щастие българите успяват да спечелят всички останали срещи, което е достатъчно за сребърните медали. На трето място с баланс 2-2 се класира Мачва БН01, на четвърто място с актив 1-3 е Цървена Звезда, а отборът на Аполон Лимасол завършва на последно място без победа.

### Четвърто издание
На 21 и 22 септември 2024г. в София се провежда четвърто поредно издание на Международният турнир по баскетбол на колички "София-Балкан". В него участие взимат 6 отбора от 6 държави. Освен домакините от София-Балкан, тази година участие взимат отборите на Проклиник Истанбул (Турция), Реджо Калабрия (Италия), Хемпшир Хариърс (Англия), Иродикос (Гърция) и Биелина (Босна и Херцеговина). Отборите бяха разделени в две групи, като в група А бяха Хемпшир Хариърс, Проклиник Истанбул и София-Балкан, а в група Б бяха Реджо Калабрия, Иродикос и Биелина. Шампион за поредна година стана отборът от Турция, побеждавайки на финала италианците от Реджо Калабрия. Почетното трето място бе спечелено от домакините София-Балкан.